# 팻 헤이우드
팻 헤이우드(Pat Heywood, 1931년 8월 1일 ~ )는 영국의 배우이다.
그레트나그린에서 태어났다.

## 영화
- 스패로우 (1993년)
- 토스카니니 (1988년)
- 위스 유 워 히어 (1987년)
- 비밀의 화원 (1987년)
- 폭풍의 언덕 (1978년)
- 크라운 코트 (1972년)
- 젊은 날의 처칠 (1972년)
- 10번가의 살인 (1971년)
- 계단 (1969년)
- 로미오와 줄리엣 (1968년)